# Jorginho (calciatore 1995)
Jorginho, pseudonimo di Jorge Fernando Barbosa Intima (Bissau, 21 settembre 1995), è un calciatore guineense con cittadinanza portoghese, attaccante dell'Omonia Aradippou.

## Carriera

### Nazionale
Ha partecipato alla Coppa d'Africa del 2019 ed a quella del 2021.

## Statistiche

### Presenze e reti nei club
Statistiche aggiornate al 12 agosto 2018.
| Stagione        | Squadra         | Campionato      | Campionato | Campionato | Coppe nazionali | Coppe nazionali | Coppe nazionali | Coppe continentali | Coppe continentali | Coppe continentali | Altre coppe | Altre coppe | Altre coppe | Totale | Totale | Totale |
| Stagione        | Squadra         | Comp            | Pres       | Reti       | Comp            | Pres            | Reti            | Comp               | Pres               | Reti               | Comp        | Pres        | Reti        | Pres   | Reti   |        |
| --------------- | --------------- | --------------- | ---------- | ---------- | --------------- | --------------- | --------------- | ------------------ | ------------------ | ------------------ | ----------- | ----------- | ----------- | ------ | ------ | ------ |
| feb.-giu. 2016  | Arouca          | PL              | 4          | 0          | TdP+TdL         | -               | -               | -                  | -                  | -                  | -           | -           | -           | 4      | 0      |        |
| 2016-gen. 2017  | Arouca          | PL              | 10         | 5          | TdP+TdL         | 0+2             | 0               | UEL                | 0                  | 0                  | -           | -           | -           | 12     | 5      |        |
| Totale Arouca   | Totale Arouca   | Totale Arouca   | 14         | 5          |                 | 2               | 0               |                    | 0                  | 0                  |             | -           | -           | 16     | 5      |        |
| gen.-giu. 2017  | Saint-Étienne   | L1              | 5          | 1          | CF+CdL          | -               | -               | UEL                | 2                  | 0                  | -           | -           | -           | 7      | 1      |        |
| 2017-2018       | Chaves          | PL              | 20         | 1          | TdP+TdL         | 2+0             | 0               | -                  | -                  | -                  | -           | -           | -           | 22     | 1      |        |
| 2018-2019       | CSKA Sofia      | A-PFG           | 4          | 1          | CB              | 0               | 0               | UEL                | 5                  | 1                  | -           | -           | -           | 9      | 2      |        |
| Totale carriera | Totale carriera | Totale carriera | 43         | 8          |                 | 4               | 0               |                    | 7                  | 1                  |             | -           | -           | 54     | 9      |        |

### Cronologia presenze e reti in nazionale
| Cronologia completa delle presenze e delle reti in nazionale ― Guinea-Bissau | Cronologia completa delle presenze e delle reti in nazionale ― Guinea-Bissau | Cronologia completa delle presenze e delle reti in nazionale ― Guinea-Bissau | Cronologia completa delle presenze e delle reti in nazionale ― Guinea-Bissau | Cronologia completa delle presenze e delle reti in nazionale ― Guinea-Bissau | Cronologia completa delle presenze e delle reti in nazionale ― Guinea-Bissau | Cronologia completa delle presenze e delle reti in nazionale ― Guinea-Bissau | Cronologia completa delle presenze e delle reti in nazionale ― Guinea-Bissau |
| Data                                                                         | Città                                                                        | In casa                                                                      | Risultato                                                                    | Ospiti                                                                       | Competizione                                                                 | Reti                                                                         | Note                                                                         |
| ---------------------------------------------------------------------------- | ---------------------------------------------------------------------------- | ---------------------------------------------------------------------------- | ---------------------------------------------------------------------------- | ---------------------------------------------------------------------------- | ---------------------------------------------------------------------------- | ---------------------------------------------------------------------------- | ---------------------------------------------------------------------------- |
| 22-3-2018                                                                    | Limeil-Brévannes                                                             | Guinea-Bissau                                                                | 0 – 2                                                                        | Burkina Faso                                                                 | Amichevole                                                                   | -                                                                            |                                                                              |
| 10-10-2018                                                                   | Ndola                                                                        | Zambia                                                                       | 2 – 1                                                                        | Guinea-Bissau                                                                | Qual. Coppa d'Africa 2019                                                    | -                                                                            | 60’                                                                          |
| 14-10-2018                                                                   | Bissau                                                                       | Guinea-Bissau                                                                | 2 – 1                                                                        | Zambia                                                                       | Qual. Coppa d'Africa 2019                                                    | -                                                                            | 90’                                                                          |
| 23-3-2019                                                                    | Bissau                                                                       | Guinea-Bissau                                                                | 2 – 2                                                                        | Mozambico                                                                    | Qual. Coppa d'Africa 2019                                                    | -                                                                            | 90’                                                                          |
| 8-6-2019                                                                     | Penafiel                                                                     | Angola                                                                       | 2 – 0                                                                        | Guinea-Bissau                                                                | Amichevole                                                                   | -                                                                            | 46’                                                                          |
| 25-6-2019                                                                    | Ismailia                                                                     | Camerun                                                                      | 2 – 0                                                                        | Guinea-Bissau                                                                | Coppa d'Africa 2019 - 1º Turno                                               | -                                                                            | 76’                                                                          |
| 29-6-2019                                                                    | Ismailia                                                                     | Benin                                                                        | 0 – 0                                                                        | Guinea-Bissau                                                                | Coppa d'Africa 2019 - 1º Turno                                               | -                                                                            | 86’                                                                          |
| 13-11-2019                                                                   | Bissau                                                                       | Guinea-Bissau                                                                | 3 – 0                                                                        | eSwatini                                                                     | Qual. Mondiali 2022                                                          | 1                                                                            | 33’                                                                          |
| 11-11-2020                                                                   | Thiès                                                                        | Senegal                                                                      | 2 – 0                                                                        | Guinea-Bissau                                                                | Qual. Coppa d'Africa 2021                                                    | -                                                                            | 74’                                                                          |
| 15-11-2020                                                                   | Bissau                                                                       | Guinea-Bissau                                                                | 0 – 1                                                                        | Senegal                                                                      | Qual. Coppa d'Africa 2021                                                    | -                                                                            | 81’                                                                          |
| 26-3-2021                                                                    | Manzini                                                                      | eSwatini                                                                     | 1 – 3                                                                        | Guinea-Bissau                                                                | Qual. Coppa d'Africa 2021                                                    | -                                                                            |                                                                              |
| 30-3-2021                                                                    | Bissau                                                                       | Guinea-Bissau                                                                | 3 – 0                                                                        | Rep. del Congo                                                               | Qual. Coppa d'Africa 2021                                                    | 1                                                                            | 90’                                                                          |
| 1-9-2021                                                                     | Nouakchott                                                                   | Guinea-Bissau                                                                | 1 – 1                                                                        | Guinea                                                                       | Qual. Mondiali 2022                                                          | -                                                                            | 76’                                                                          |
| 7-9-2021                                                                     | Khartoum                                                                     | Sudan                                                                        | 2 – 4                                                                        | Guinea-Bissau                                                                | Qual. Mondiali 2022                                                          | -                                                                            | 90’                                                                          |
| 6-10-2021                                                                    | Rabat                                                                        | Marocco                                                                      | 5 – 0                                                                        | Guinea-Bissau                                                                | Qual. Mondiali 2022                                                          | -                                                                            |                                                                              |
| 9-10-2021                                                                    | Casablanca                                                                   | Guinea-Bissau                                                                | 0 – 3                                                                        | Marocco                                                                      | Qual. Mondiali 2022                                                          | -                                                                            | 90’                                                                          |
| 12-11-2021                                                                   | Conakry                                                                      | Guinea                                                                       | 0 – 0                                                                        | Guinea-Bissau                                                                | Qual. Mondiali 2022                                                          | -                                                                            | 90’                                                                          |
| 15-11-2021                                                                   | Bissau                                                                       | Guinea-Bissau                                                                | 0 – 0                                                                        | Sudan                                                                        | Qual. Mondiali 2022                                                          | -                                                                            | 90’                                                                          |
| 15-1-2022                                                                    | Garoua                                                                       | Guinea-Bissau                                                                | 0 – 1                                                                        | Egitto                                                                       | Coppa d'Africa 2021 - 1º Turno                                               | -                                                                            | 60’                                                                          |
| 19-1-2022                                                                    | Garoua                                                                       | Guinea-Bissau                                                                | 0 – 2                                                                        | Nigeria                                                                      | Coppa d'Africa 2021 - 1º Turno                                               | -                                                                            | 70’                                                                          |
| 9-6-2022                                                                     | Bissau                                                                       | Guinea-Bissau                                                                | 5 – 1                                                                        | São Tomé e Príncipe                                                          | Qual. Coppa d'Africa 2023                                                    | 1                                                                            | 69’                                                                          |
| 13-6-2022                                                                    | Conakry                                                                      | Sierra Leone                                                                 | 2 – 2                                                                        | Guinea-Bissau                                                                | Qual. Coppa d'Africa 2023                                                    | 2                                                                            | 83’                                                                          |
| 25-9-2022                                                                    | Fort-de-France                                                               | Martinica                                                                    | 1 – 1                                                                        | Guinea-Bissau                                                                | Amichevole                                                                   | -                                                                            | Cap.                                                                         |
| 17-11-2022                                                                   | Adalia                                                                       | Guinea-Bissau                                                                | 1 – 3                                                                        | Gabon                                                                        | Amichevole                                                                   | -                                                                            | 88’                                                                          |
| 20-11-2022                                                                   | Adalia                                                                       | Gambia                                                                       | 0 – 0                                                                        | Guinea-Bissau                                                                | Amichevole                                                                   | -                                                                            | 90+2’                                                                        |
| 24-3-2023                                                                    | Abuja                                                                        | Nigeria                                                                      | 0 – 1                                                                        | Guinea-Bissau                                                                | Qual. Coppa d'Africa 2023                                                    | -                                                                            | 81’                                                                          |
| 27-3-2023                                                                    | Bissau                                                                       | Guinea-Bissau                                                                | 0 – 1                                                                        | Nigeria                                                                      | Qual. Coppa d'Africa 2023                                                    | -                                                                            | 69’                                                                          |
| 20-3-2025                                                                    | Monrovia                                                                     | Sierra Leone                                                                 | 3 – 1                                                                        | Guinea-Bissau                                                                | Qual. Mondiali 2026                                                          | -                                                                            |                                                                              |
| 24-3-2025                                                                    | Bissau                                                                       | Guinea-Bissau                                                                | 1 – 2                                                                        | Burkina Faso                                                                 | Qual. Mondiali 2026                                                          | -                                                                            | 46’                                                                          |
| Totale                                                                       |                                                                              | Presenze                                                                     | 29                                                                           |                                                                              | Reti                                                                         | 5                                                                            |                                                                              |

## Palmarès

### Club

#### Competizioni nazionali
- Supercoppa di Bulgaria: 2

Ludogorec: 2019, 2022
- Coppa di Bulgaria: 1

Ludogorec: 2022-2023
- Campionato bulgaro: 1

Ludogorec: 2022-2023
- Supercoppa di Georgia: 1

T'orp'edo Kutaisi: 2024